# 테페우
테페우는 "주권자"(또한 "정복자" 또는 "승리자")를 의미하는 키체어 단어이다. 테페우는 키체족의 쿠쿠마츠 신과 관련이 있으며, 포폴 부에서 마야의 창조신 중 하나로 여겨진다. 그의 전체 이름은 "주권자인 깃털 달린 뱀"으로 번역된다. 이 칭호는 테페풀과 같은 수많은 키체 통치자들에 의해서도 사용되었다.
이 단어는 나와틀어 테페우에서 유래했다.